# Полетичи
Полетици (словен. Poletiči, итал. Poletici) су насељено место у општини Копар, Обално-Крашка регија, Словенија.

## Историја
До територијалне реорганизације у Словенији били су у саставу старе општине Копар.

## Становништво
У попису становништва из 2011. године, Полетичи су имали 76 становника.
| Број становника према пописима | Број становника према пописима | Број становника према пописима |
| ------------------------------ | ------------------------------ | ------------------------------ |
| 1991                           | 2002                           | 2011                           |
| 67                             | 47                             | 76                             |

Напомена: Године 1997. смањен за део насеља који је проглашен за ново самостално насеље Галантичи.